# Prinses Irenebrug (Amsterdam)
De Prinses Irenebrug (brug 2169) is een vaste brug in Amsterdam-Zuid.
De brug, in principe alleen toegankelijk voor voetgangers (over zwart asfalt) en fietsers (over rood asfalt), geeft toegang tot het Beatrixpark vanuit het verlengde van de Prinses Irenestraat. De brug (en straat) is vernoemd naar Irene der Nederlanden, het park naar haar oudere zus Prinses Beatrix. Over de brug mogen ook vrachtauto’s (belastingmodel BM-1) ter bevoorrading van een plaatselijk horeca-etablissement rijden. Ten noordwesten van de brug staat de Princesseflat, rijksmonument (532211).
De brug bestaan uit betonnen landhoofden en een dito overspanning, een toen ook nieuw gegraven sierwater in het park. Eind 2014 werd er door de bouwer een bouwweg aangelegd om zichzelf in de gelegenheid te stellen bouwmaterialen aan te voeren. Daarvoor moesten enkele bomen gekapt worden. De heipalen van het fundament werden op 7 en 8 januari 2015 de zachte ondergrond ingedreven, waarna de brug gezet werd. De brug kreeg een lengte van bijna 26,5 meter uitgevoerd in hogesterktebeton, dat ter plaatse gestort werd. In de lengte heeft de brug en het rijdek een lichte boogconstructie meegekregen, waarvan het achterliggende argument was, dat men een drempel over moet om de drukke stad te verlaten en het rustige park te betreden (en andersom). In het wegdek zijn tijdens het storten openingen voor leidingen en kabels uitgespaard. Het ter plaatse storten van het beton was de enige optie alhier, prefab-betonnen overspanningbalken bleken niet tot de mogelijkheden te behoren, juist door die welving. De brug kreeg vervolgens een groene bekleding om in het parklandschap te passen. De balustrades werden daarbij uitgevoerd in gietaluminium met een bladnerfmotief naar Voronoi-diagram, opnieuw een verwijzing naar het park. Dit motief is ook te vinden bij drie bruggen in Amsterdam-Noord (Hederabrug, Klimopbrug en brug 1000), zij liggen eveneens in een park. Van bovenaf gezien heeft de brug de vorm van een parallellogram.

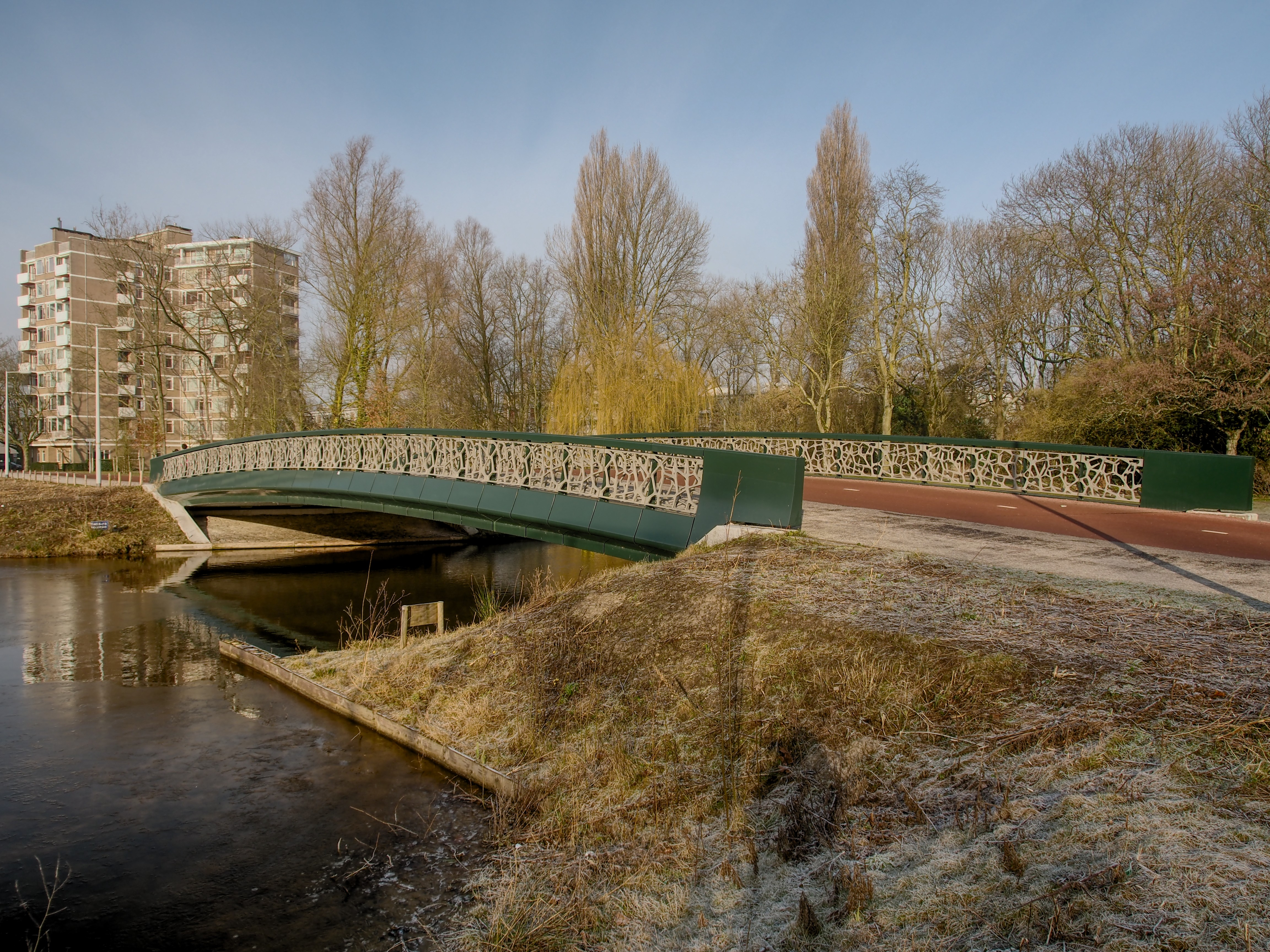
Prinses Irenebrug naar het westen gezien (februari 2018)

2100 · 2102 · 2103 · 2105 · 2106 · 2107 · 2108 · 2109 · 2110 · 2111 · 2112 · 2113 · 2114 · 2115 · 2120 · 2121 · 2125 · 2127 · 2128 · 2129 · 2130 · 2131 · 2132 · 2133 · 2134 · 2135 · 2136 · 2137 · 2138 · 2139 · 2140 · 2141 · 2142 · 2143 · 2144 · 2145 · 2146 · 2147 · 2148 · 2149 · 2150 · 2151 · 2152 · 2153 · 2154 · 2155 · 2156 · 2157 · 2158 · 2159 · 2160 · 2161 · 2162 · 2163 · 2164 · 2165 · 2166 · 2167 · 2168 · 2169 · 2170 · 2171 · 2172 · 2173 · 2174 · 2175 · 2176 · 2178 · 2179 · 2180 · 2181 · 2182 · 2183 · 2184 · 2185 · 2186 · 2188 · 2189 · 2190 · 2191 · 2192 · 2193 · 2194 · 2195 · 2196 · 2197 · 2198 · 2199
Overige brugnummers zijn niet (meer) vergeven, behalve brug 2177, een verdwenen brug in Park Frankendael.